# Olof Robert Sandberg
Olof Robert Sandberg, född 8 januari 1816 i Vendels socken, Uppsala län, död 2 december 1890 i Gävle, Gävleborgs län, var en svensk läkare. Han var far till Carl Robert Sandberg.
Sandberg blev student vid Uppsala universitet 1831, medicine kandidat 1839, medicine licentiat 1840, disputerade samma år på avhandlingen Läran om Feber med Israel Hwasser som preses, promoverades till medicine doktor 1841 och blev kirurgie magister samma år. Han var amanuens och underläkare vid Serafimerlasarettet i Stockholm 1841–1843, förste stadsläkare i Gävle från 1843 och tillika lasarettsläkare där 1843–1883.